# ساموراي شوداون (لعبة فيديو 2019)
ساموراي شوداون (بالإنجليزية:Samurai Shadown)، هي لعبة فيديو من تطوير شركة إن إس كاي اليابانية، ومن نشر شركة ليو الصينية، تم إصدار اللعبة بتاريخ 25 يونيو 2019، وتعمل على عدة منصات وهي: بلاي ستيشن 4، إكس بوكس ون، مايكروسوفت ويندوز، نينتندو سويتش وغوغل ستاديا.